# Heroltice
Heroltice (deutsch Heroltitz, früher Herotitz) ist eine Gemeinde in Tschechien. Sie liegt vier Kilometer südlich von Tišnov und gehört zum Okres Brno-venkov.

## Geographie
Heroltice befindet sich rechtsseitig über den Tälern der Svratka und ihres Zuflusses Heroltický potok auf einer Anhöhe in der Brněnská vrchovina (Brünner Bergland). Gegen Süden liegt das Tal des Pejškovský potok. Nördlich erhebt sich der Bačkovec (419 m), im Nordosten der Sokolí (398 m), östlich die Horka (333 m) und jenseits der Svratka der zweite Gipfel des Sokolí (419 m) sowie im Westen die Strážná (393 m).
Nachbarorte sind Předklášteří und Tišnov im Norden, Březina und Hradčany im Nordosten, Sentice im Osten, Chudčice im Südosten, Šárka, Veverská Bítýška, Holasice und Lažánky im Süden, Maršov und Braníškov im Südwesten, Pejškov im Westen sowie Vohančice im Nordwesten.

## Geschichte
Die erste schriftliche Erwähnung von villa Herolticz erfolgte im Jahre 1358 als Besitz des Mikuláš von Heroltice. Heroltice war der Stammsitz des Vladikegeschlechts Herult von Heroltice, das den Ort 200 Jahre besaß. Ihre Feste wird auf dem Hügel Horka vermutet.
Nachdem Johann von Pernstein und Johann von Leipa auf Krumlov gemeinschaftlich das Dorf von Mikuláš Herult von Heroltice erworben hatten, ließen sie 1535 am rechten Ufer der Svratka bei der Einmündung des Heroltický potok einen Eisenhammer anlegen. An der Einmündung des Pejškovský potok in die Svratka entstand 1536 linksseitig des Flusses an einer Insel am Platz U širokého proudu ein weiteres Hammerwerk. Die Grundlage für diesen Bau bildete ein Vertrag zwischen Johann von Pernstein und Johann von Leipa, der auch Besitzer der Herrschaft Veveří war. Dieser Hammer gehörte hälftig zu Veverská Bítýška. Der Zeitpunkt des Untergangs beider Hämmer ist nicht bekannt, erhalten sind lediglich noch Reste des Grabens und von Mauern des Hammers an der Insel.
Nach der Aufhebung der Patrimonialherrschaften bildete Herotice/Herotitz ab 1850 eine Gemeinde im Brünner Bezirk. Seit 1905 gehörte die Gemeinde zum Bezirk Tišnov. Im Jahre 1923 wurde der Name der Gemeinde in Heroltice/Heroltitz geändert. Nach der Auflösung des Okres Tišnov kam die Gemeinde mit Beginn des Jahres 1961 zum Okres Brno-venkov. Zwischen 1986 und 1990 war Heroltice nach Tišnov eingemeindet. Gepfarrt ist das Dorf nach Tišnov.

## Gemeindegliederung
Für die Gemeinde Heroltice sind keine Ortsteile ausgewiesen. Zu Heroltice gehört die Feriensiedlung Šárka.

## Sehenswürdigkeiten
- Kapelle des hl. Johannes von Nepomuk auf dem Dorfplatz, am 16. Mai 1943 fand die Weihe der Glocke statt.
- Lažánecko-Heroltický kras, südlich des Dorfes zwischen den Tälern der Svratka und des Bílý potok. In dem Karstgebiet befindet sich ein unzugängliches Höhlensystem, das von drei Bächen durchflossen wird.